# نفق بلعا
نفق بلعا أو خرق بلعا أو نفق القطار العثماني، هو نفق تاريخي يعد من معالم الدولة العثمانية، يقع في بلدة بلعا بمحافظة طولكرم الفلسطينية، وقد أُنْشِئَ في زمن الدولة العثمانية، وكان حينها الأول من نوعه في منطقة الشرق الأوسط، وهو جزء من خط قطار الحجاز، وقد ربط منطقة فلسطين وبلاد الشام والحجاز. يعد النفق اليوم أحد أبرز المعالم السياحية في فلسطين.

## الجغرافيا
يقع النفق في داخل جبل راشين التاريخي في بلدة بلعا بمحافظة طولكرم، ويمتد النفق بطول حوالي 800 مترًا في باطن الجبل، ويعد جبل راشين أعلى نقطة في محافظة طولكرم ارتفاعًا عن سطح البحر، إذ يبلغ ارتفاعه حوالي 600 مترًا عن سطح البحر.

## التاريخ
تم الشروع ببناء نفق بلعا في أواخر القرن التاسع عشر في عهد السلطان عبد الحميد الثاني، بتخطيط وإشراف المهندس الألماني هاينرش أوغوست مايسنر. بعد ذلك توقف البناء لقلة المال، وفي عام 1908 جرى استئناف التنفيذ، واستمرت أعمال البناء مدة أربع سنوات. وتخليدًا لإنجاز المشروع حينها، فقد أقيم احتفال كبير في ساحة المرجة بدمشق، وجرى إقامة نصب تذكاري في الساحة.

## خطوط النفق
كان نفق بلعا يتصل بعدة خطوط سكك حديدية منها خط سكة طولكرم.

## معلم سياحي
يعد نفق بلعا اليوم أحد أبرز وأهم المعالم السياحية في فلسطين، ويحظى النفق بزيارات محلية ودولية، ويتوافد آلالاف السياح الفلسطينيين والأجانب سنويًا لزيارته.

## معرض صور

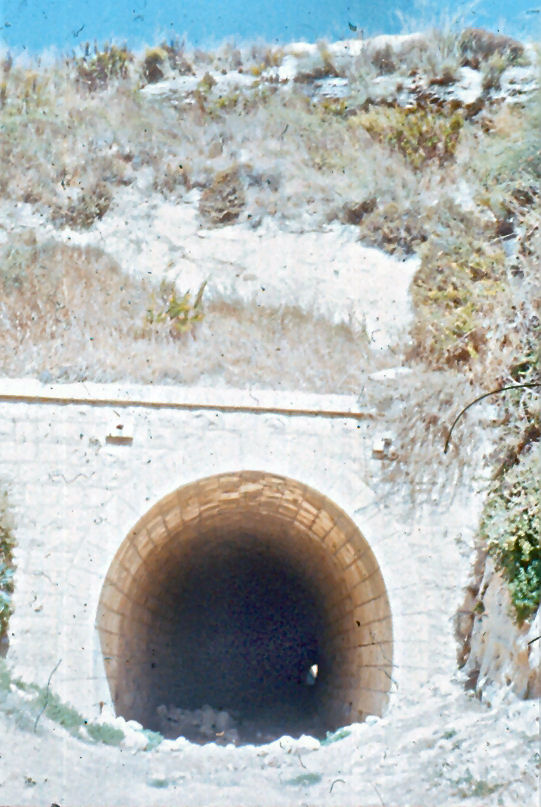
النفق عام 1984
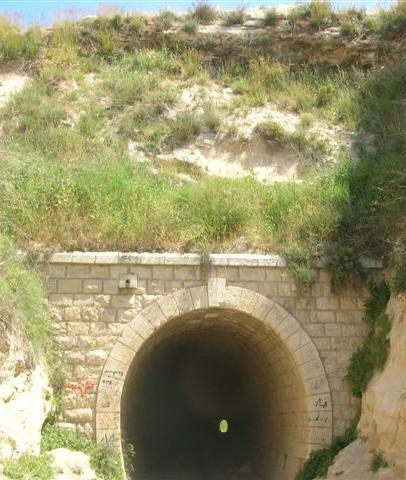
النفق من الخارج
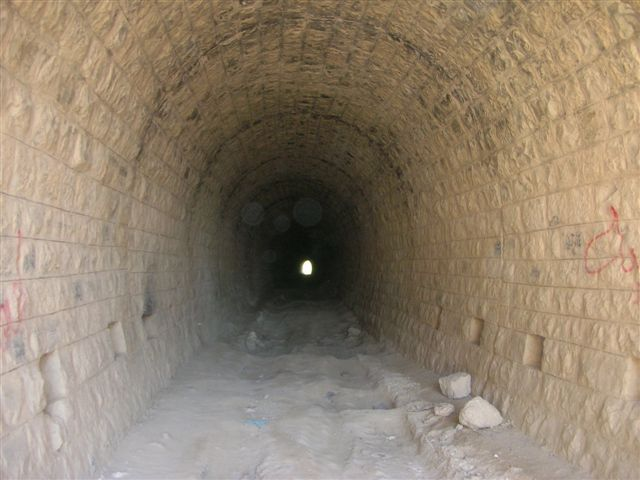
النفق من الداخل
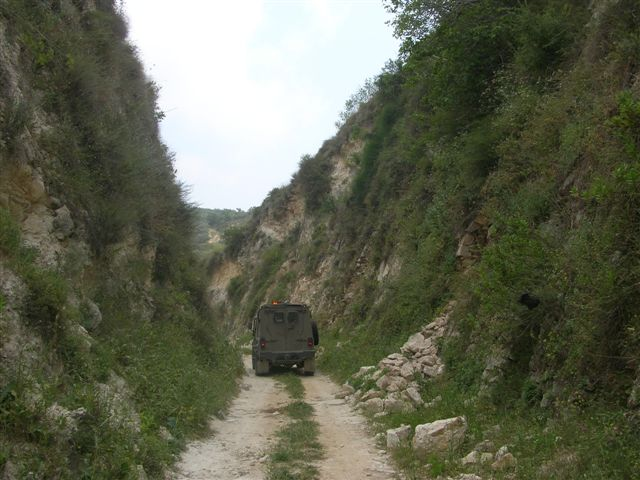
مخرج النفق